# Éperonnier malais
Polyplectron malacense
Espèce
Statut de conservation UICN

 EN A2cd+3cd+4cd : En danger
Statut CITES
L'Éperonnier malais (Polyplectron malacense) est un faisan.

## Description
L'Éperonnier malais est un oiseau qui mesure 50 cm de longueur.

## Distribution
L'Éperonnier malais est endémique à la péninsule Malaise, sauf le Sud. Il était anciennement présent dans le Sud de la Thaïlande.

## Dénomination
L’éperonnier malais avait été nommé « Pavo malacensis » par Scopoli en 1786 puis rapidement inclus dans le genre Polyplectron d’où son nom scientifique actuel de « Polyplectron malacense ». Le nom spécifique latin « malacense » signifie « de Malacca » et fait référence à la péninsule malaise. Le nom français généralement employé est « éperonnier malais » mais « éperonnier de Hardwicke » est aussi courant. À noter enfin le nom malais local de « kuang ».

## Habitat
L’éperonnier de Hardwicke est inféodé à la forêt primaire de grands diptérocarpes persistants de basse altitude (jusqu’à 180 m) sur un sol plat ou légèrement en pente. Il fréquente aussi la forêt secondaire modérément coupée par l’homme. En période de nidification, son habitat électif est le sous-bois dense, souvent à proximité des rives de cours d’eau riches en petits palmiers et autres monocotylédones à larges feuilles.

## Alimentation
L’analyse de fientes et de contenus d’estomacs montre la présence de nourriture à la fois végétale et animale : arthropodes, sauterelles, fourmis (Camponotus) et diptères ; fruits de fagacées (Lithocarpus : chêne tropical), d’annonacées et de légumineuses avec de la mousse, des rameaux, des racines et la corolle d’une fleur de la famille des aponynacées. Il se nourrit en grattant la litière de feuilles de la forêt et capture, à l’occasion, des insectes volant à portée de son bec. Sa présence semble liée à un approvisionnement régulier en invertébrés prélevés dans le sol.

## Comportement non social
À l’instar des autres éperonniers, il est farouche, s'enfuyant furtivement dans le sous-bois au moindre signe de danger plutôt que de s'envoler. Il passe la nuit dans les arbres, jusqu'à 3–4 m de hauteur, changeant de dortoir toutes les nuits.

## Comportement social
McGowan a étudié l’organisation sociale et les interactions entre l’habitat et le comportement en période nuptiale dans la péninsule malaise. Il a montré que les mâles se livrent à des parades de type « lek », chacun choisissant une petite aire dont il débarrasse le sol de ses feuilles et qu’il entretient régulièrement. Les sites recherchés sont de petits espaces peu encombrés par la végétation, donc plutôt ouverts, mais entourés par un sous-bois plus dense. Les mâles lancent leurs appels sonores pour revendiquer leur cantonnement et tenter ainsi d’attirer des femelles. Ces dernières, qui occupent habituellement des territoires plus réduits, visitent les arènes quand elles sont prêtes pour la copulation. Les mâles semblent donc s’accoupler successivement avec différentes femelles, ce qui laisse supposer un régime polygame.

## Parade nuptiale
Davison a fait des observations de terrain sur le comportement nuptial. Ainsi, il a remarqué que les mâles émettent des appels, à la fois campés sur leur aire de parade ou ailleurs dans la forêt, perchés dans les arbres ou posés sur le sol. Ils lancent des cris très variables en durée, en fréquence et en intensité mais portant toujours loin à travers la forêt, jusque 300 m.

## Nidification
Les observations faites in situ sont rares mais des nids ont été trouvés en mars, avril et août. La reproduction, très irrégulière d’une année à l’autre, pourrait avoir lieu toute l’année et être liée à la disponibilité alimentaire, notamment en invertébrés.

## Statut, conservation
L’éperonnier malais est victime de la destruction intensive de la forêt de basse altitude pour l’exploitation du bois et la mise en culture des terres. La chasse alimentaire et sportive ainsi que les captures pour alimenter le commerce des oiseaux parachèvent cette action destructrice de l’homme. Dans la Thaïlande péninsulaire, la déforestation de basse altitude a été si intensive qu’il ne reste même plus un lambeau d’habitat favorable à l’éperonnier malais. Un recensement effectué sur un site donné a montré la présence de 10,5–11,6 mâles/km2 d’où, par extrapolation, une estimation de la population totale à 2 500–10 000 oiseaux. En termes de mesures futures, Fuller et Garson demandent que le statut et la distribution exacte de l’espèce soient établis, particulièrement à Taman Negara et à Krau. Ils souhaitent également qu’une étude soit entreprise pour mieux connaître les besoins écologiques de l’espèce et sa réponse aux dégradations de l’habitat.